# 漫畫咖啡店

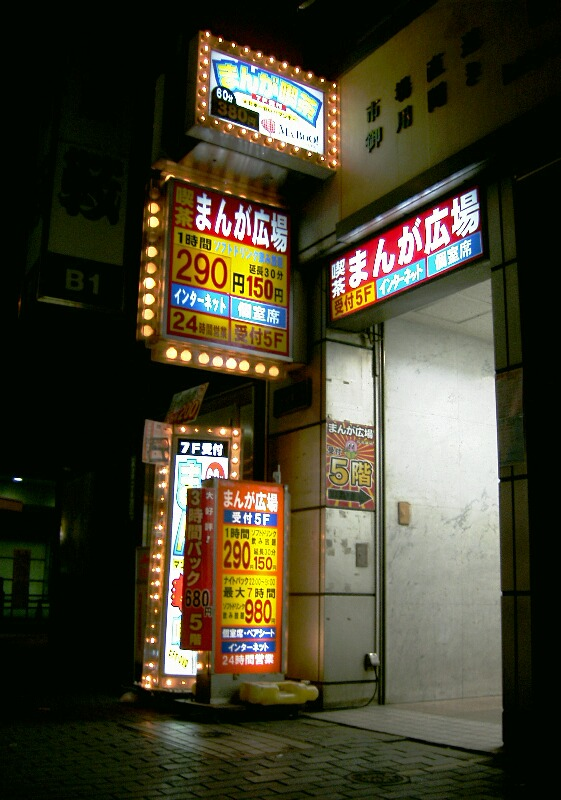
漫畫咖啡店例子（日本・東京都豊島区）

漫畫咖啡店為提供日本漫畫閱覽的咖啡店。另外，也提供與漫畫閱覽相關的付費娛樂服務。日文多簡稱為漫喫（まんきつ）或是。雖然大部分時候意思與網咖同相同，但此處主要是指店內有擺設漫畫的店家。

## 历史
一般來說漫畫咖啡店主要會提供顧客飲食或是茶，漫畫咖啡店會提供漫畫之類的娛樂服務。漫畫咖啡店的發源地為名古屋市名東区，為元祖店。
計費方式採時間制，以基本費用（一小時數百日圓）+ 延長費用，並於離店時進行計算。

## 服務
一般來說會備有圖書館或是書店規模的書架，並且大部分是提供漫畫、雜誌、或是報紙。大部分的店內也有飲料吧檯、咖啡廳、電視遊戲機、可以連線至網際網路的電腦、電視、DVD。
有些大型的店家也會提供小吃、個人包廂、雙人包廂、家庭包廂、小睡空間、飛鏢、撞球、桌球、淋浴間、桑拿、按摩椅、日曬床等服務。
越來越多在大都市的店家於深夜時也有營業。而這樣的店鋪由於費用相對於膠囊旅館更低，故許多趕不上末班電車的人會用於等待首班電車發車，小睡一下。另外，2000 年後半開始出現為了維持生計而從事日僱型派遣的飛特族，他們將漫畫咖啡店作為臨時避難所暫住著。而這種情況稱為網咖難民。

## 與著作權法之關係
漫畫為具有著作權之作品，漫畫咖啡店除了提供可閱讀的漫畫之外，也提供了咖啡店的功能。近年來由於漫畫咖啡店的藏書量開始增加，而前者的機能也日漸強大
為此，一部分的漫畫作者認為漫畫咖啡店提供二手漫畫閱覽服務會對新刊漫畫的發售造成負面的影響，故開始出現了主張保護漫畫著作權的團體（2001年5月）。

## 日本風營法的問題
對於漫畫咖啡店的個人包廂的營業，2011年4月，日本警察廳以「未獲得風營法的許可即違法」（風営法の許可がない場合は違法）為理由，指示全日本的警察本部加強指導。

## 相關項目
- 網路咖啡廳

## 外部連結
- 日本複合式咖啡廳協會（日文） （页面存档备份，存于）
- 全國網咖・漫畫咖啡廳導航地圖（日文）